# Klepary (województwo kujawsko-pomorskie)
Klepary – wieś w Polsce położona w województwie kujawsko-pomorskim, w powiecie inowrocławskim, w gminie Gniewkowo.

## Podział administracyjny
W latach 1975–1998 miejscowość administracyjnie należała do województwa bydgoskiego.

## Demografia
Według Narodowego Spisu Powszechnego (III 2011 r.) wieś liczyła 130 mieszkańców. Jest dwudziestą co do wielkości miejscowością gminy Gniewkowo.

## Położenie
Miejscowości położone w pobliżu Klepar: Murzynno (odległość: 2,8 km); Murzynko (1,7 km); Żyrosławice (4,8 km); Szpital (5,3 km) i Zagajewice (3,4 km).